# Ligne V du Transilien
La ligne V du Transilien, ou plus simplement la ligne V, est une liaison tangentielle de train de banlieue qui dessert le sud-ouest francilien au départ du bassin versaillais. Elle relie le pôle multimodal de la gare de Massy - Palaiseau à celui de la gare de Versailles-Chantiers. Comme la ligne U, il s'agit d'une ligne de trains de banlieue du réseau Transilien qui n'a pas son origine dans une grande gare parisienne.
Progressivement créée à partir du 4 décembre 2023 à la suite de sa désolidarisation du RER C dans le cadre de la mise en service de la ligne 12 du tramway d'Île-de-France, elle adopte une identité qui lui est propre : la couleur vert olive foncé qui lui a été assignée en référence au « cadre verdoyant de la vallée de la Bièvre ». Elle emprunte les infrastructures du réseau de Paris-Austerlitz et de la ligne de la grande ceinture de Paris.
Elle est ouverte officiellement en tant que ligne indépendante le 15 décembre 2024.
La totalité de la ligne étant située en Île-de-France, elle est uniquement du ressort d'Île-de-France Mobilités (IDFM).

Plan de la ligne.

## Histoire

### Chronologie
- 1er mai 1883 : ouverture au public de la portion de Juvisy à Versailles-Chantiers
- 1992 : intégration officielle de la branche Juvisy – Versailles-Chantiers au RER C
- 4 décembre 2023 : transformation de la partie Versailles – Massy en navette.
- 15 décembre 2024 : indépendance de la navette et transformation en Transilien V.

### Réalisation des infrastructures
Les infrastructures de la ligne V ont été réalisées dans le cadre de la création de la ligne de Grande Ceinture selon une loi du 4 août 1875 déclarant d'utilité publique l'établissement d'un chemin de fer dit de grande ceinture de Paris.
Le 1er mai 1883, le tronçon Juvisy – Versailles-Chantiers est ouvert.
En 1939, une grande partie de la Grande Ceinture ferme au trafic des voyageurs à l'exception du tronçon de la future ligne V situé le plus au sud, entre Versailles-Chantiers et Juvisy via Massy - Palaiseau. La ligne se voue donc principalement au trafic marchandises,. Le 6 février 1947, la traction électrique est mise en service sur le tronçon Juvisy – Versailles-Chantiers. Le trafic voyageurs reprend quelques décennies plus tard avant que la section soit intégrée au RER C en 1992.

### Naissance de la ligne V

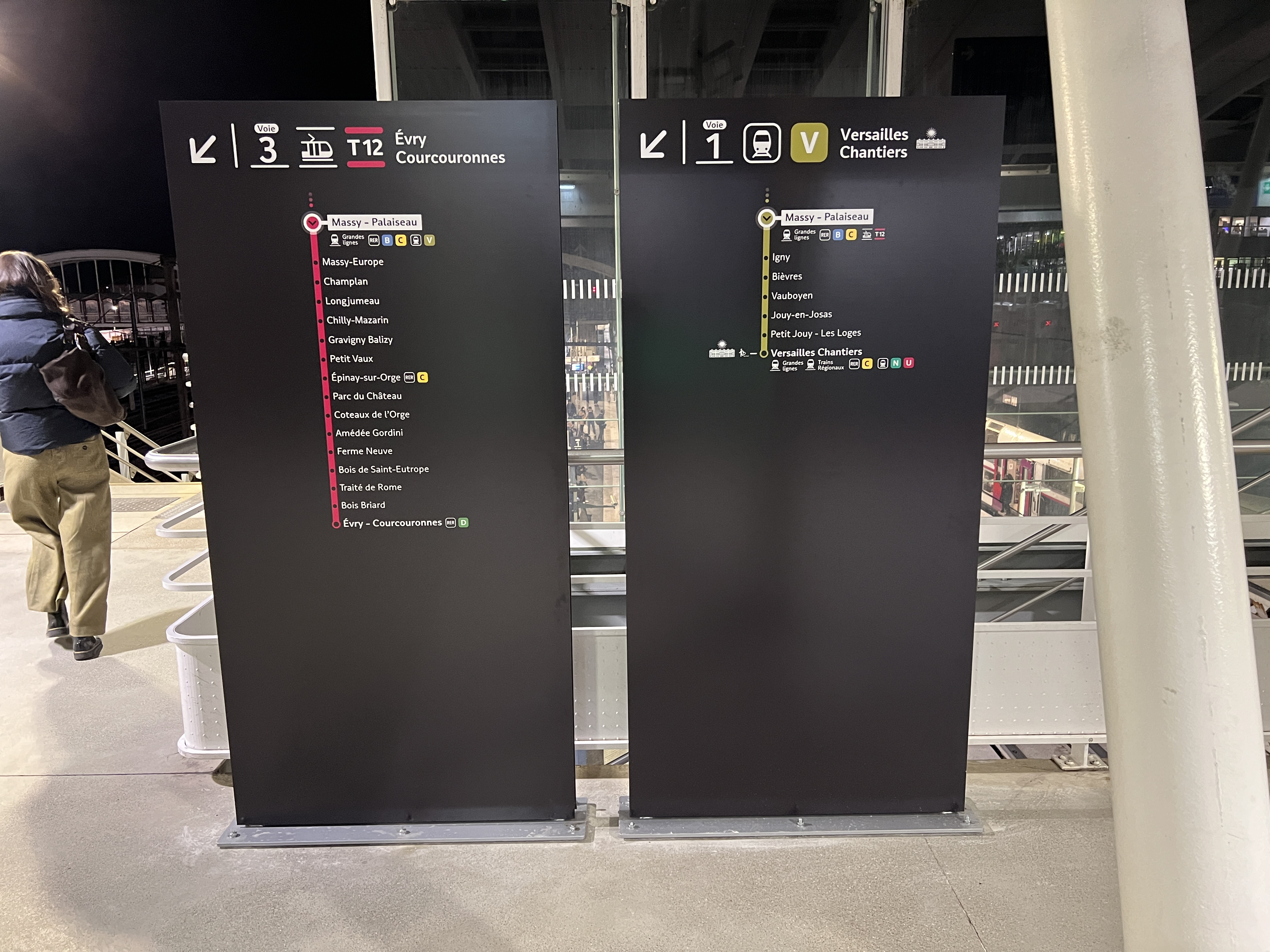
Panneaux signalétiques des lignes V et T12 en gare de Massy - Palaiseau.

Le 7 juin 2023, la présidente d'Île-de-France Mobilités Valérie Pécresse annonce que la future branche Massy - Palaiseau – Versailles-Chantiers du RER C sera déconnectée et transformée en navette lors de l'ouverture de la ligne T12 le 10 décembre 2023 et portera le nom de « ligne V ».
L'objectif de cette nouvelle ligne Transilien est de simplifier l'organisation de la ligne C du RER, en l'amputant d'une de ses branches. Ceci permet d'améliorer la régularité des trains en facilitant l'exploitation et la qualité du service rendu aux voyageurs, sur le RER C comme sur la ligne V. L'augmentation de la fréquence des trains accroit l'attractivité de la ligne même si un changement est dorénavant nécessaire pour se rendre à Paris.
Le 4 décembre 2023,, la nouvelle liaison est mise en service, à raison d'un train chaque demi-heure aux heures creuses et chaque quart d'heure aux heures de pointe. Désolidarisée du RER C, elle relie Massy à Versailles en une vingtaine de minutes et permet la desserte de la vallée de la Bièvre. Les périodes de pointe sont élargies afin d'offrir de meilleures correspondances et le dernier train part à 23 h 15 de Versailles-Chantiers, tous les jours. Elle est officiellement désignée comme « ligne V » à partir du 15 décembre 2024.

## Infrastructure

### Ligne
La ligne V relie la gare de Massy - Palaiseau à la gare de Versailles-Chantiers, toutes deux situées sur le réseau Transilien Paris Rive-Gauche (Montparnasse, Austerlitz).
Elle est le fruit de sa désolidarisation de la ligne C du RER opérée en 2023, soit 140 années après son ouverture au public pour la première fois, en 1883.

### Tensions d'alimentation
La ligne est électrifiée en 1 500 volts continu sur la totalité du parcours.

### Vitesses limites
Les vitesses-plafond sur les voies de circulation de la ligne V sont de 100 km/h entre les gares de Massy - Palaiseau et d'Igny, 80 km/h entre Igny et Jouy-en-Josas, et 90 km/h entre Jouy-en-Josas et Versailles-Chantiers. Les alentours des deux gares terminus sont limités à 60 km/h,.

## Liste des gares

### Gares desservies

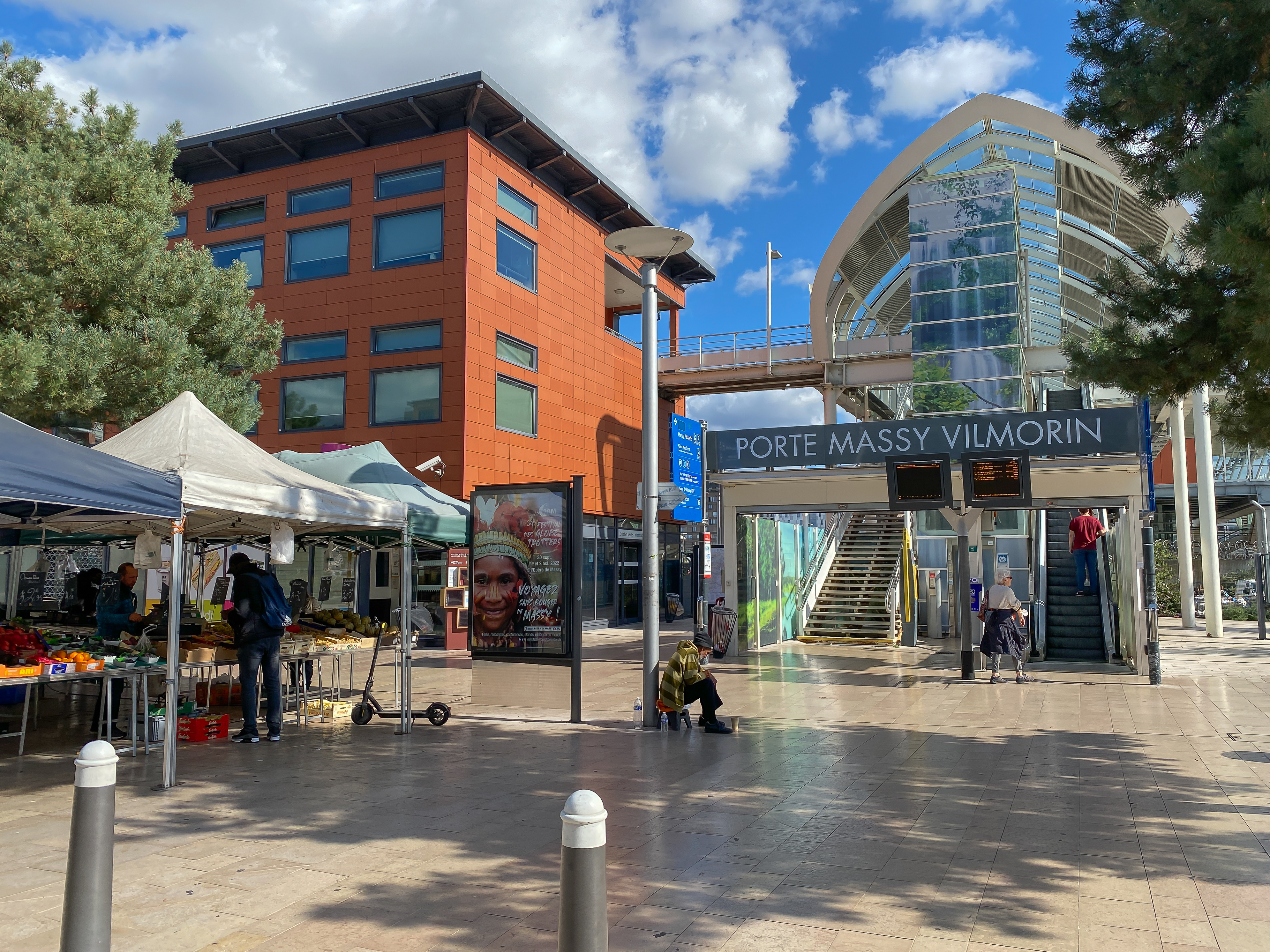
La gare de Massy - Palaiseau (côté Vilmorin, SNCF), en septembre 2022.

La ligne V dessert au total sept gares au sein de la vallée de la Bièvre, reliant ainsi Massy à Versailles.
|  |   |  | Gare                   | Zone | Communes                          | Correspondances                 |
|  | - |  | ---------------------- | ---- | --------------------------------- | ------------------------------- |
|  | ■ |  | Massy - Palaiseau      | 4    | Massy                             | Grandes lignes (dont Massy TGV) |
|  | • |  | Igny                   | 4    | Igny                              |                                 |
|  | • |  | Bièvres                | 4    | Bièvres                           |                                 |
|  | • |  | Vauboyen               | 4    | Bièvres, Jouy-en-Josas            |                                 |
|  | • |  | Jouy-en-Josas          | 4    | Jouy-en-Josas                     |                                 |
|  | • |  | Petit Jouy - Les Loges | 4    | Jouy-en-Josas, Les Loges-en-Josas |                                 |
|  | ■ |  | Versailles-Chantiers   | 4    | Versailles                        | Grandes lignes                  |

(Les gares en gras servent de départ ou de terminus à certaines missions)

## Exploitation
La ligne V est exploitée en commun avec le RER C par SNCF Voyageurs, de Massy - Palaiseau à Versailles-Chantiers. Elle fonctionne de 5 heures à minuit à l'aide de rames de type Z 5600, Z 8800, Z 20500 et Z 20900 qui relie les terminus extrêmes en 20 minutes.

### Noms des codes missions
Les codes missions de la ligne V du Transilien sont composés de quatre lettres. En apparaissant sur les écrans d'affichage (Infogare) et sur le fronton des trains, ils permettent de faciliter la compréhension des différentes missions assurées : la première lettre indique la destination du train (M pour Massy - Palaiseau, C pour Versailles-Chantiers) et les trois dernières lettres rendent le code mission prononçable.
| Destinations         | Codes missions |
| -------------------- | -------------- |
| Massy - Palaiseau    | MICK           |
| Versailles-Chantiers | CIME           |

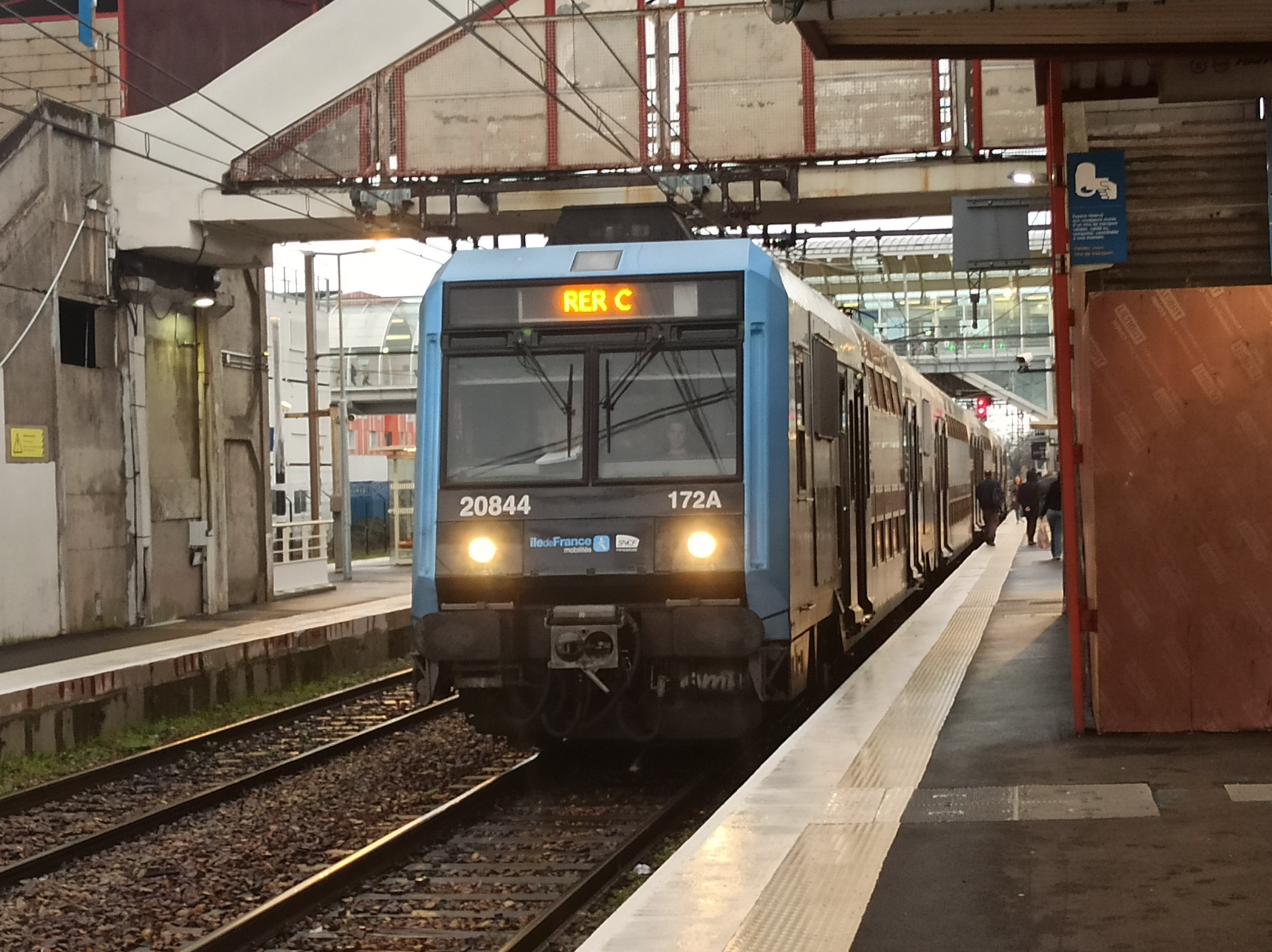
Rame de type Z 20500 du RER C sur la ligne V et ce bien qu'indiquant RER C, en gare de Massy - Palaiseau à destination de celle de Versailles-Chantiers.

La mission CIME existait déjà lorsque la ligne V était le RER C, avec l'origine Versailles-Château et la destination de Versailles-Chantiers en passant par Juvisy.

### Plan de transport de la ligne
Depuis sa mise en service, l'offre de la ligne V s'organise comme indiqué ci-après, pour chaque sens,.

#### En semaine
Du début du service à 6 h 30, l'offre est d'un train toutes les demi-heures.
De 6 h 30 à 10 h et de 16 h 30 à 21 h 30 environ, un train est proposé tous les quarts d'heure.
De 10 h à 16 h 30 environ, l'offre est en moyenne d'un train toutes les demi-heures.
De 21 h 30 à la fin du service, l'offre est d'un train par heure.

#### Weekend et jours fériés
Le samedi et le dimanche, toute la journée, deux trains par heure circulent, sauf le dimanche matin et en fin de soirée où un train par heure est proposé.

### Information en temps réel
Toutes les gares de la ligne sont équipées du système d’information IENA, financé par la région Île-de-France et le Syndicat des transports d'Île-de-France : des écrans situés sur les quais et dans les gares informent en temps réel les voyageurs de l'heure de passage des trains ainsi que des perturbations qui peuvent intervenir sur la ligne.
À bord des trains, un système d'information des voyageurs indique, de façon sonore et lumineuse, les gares desservies et la progression en temps réel du train sur la ligne à travers le système d'information voyageurs embarqué (SIVE).

### Matériel roulant
Depuis l'ouverture de la ligne, le matériel roulant est constitué de rames à deux niveaux Z 5600, Z 8800, Z 20500, Z 20900, matériels également utilisés sur le RER C ; cinq rames sont nécessaires pour l'exploitation. Plusieurs rames seront décorées intérieurement à l'effigie de la vallée de la Bièvre que la ligne dessert.

### Ateliers
Partageant ses rames avec celles de la ligne C du RER d'Île-de-France, la ligne V du Transilien utilise les mêmes ateliers.

### Trafic
Sur la section de Massy à Versailles du RER C, avant la création de la ligne V, environ 18 000 trajets quotidiens sont effectués.

### Tarification et financement
La tarification de la ligne est identique à celle en vigueur sur les réseaux RER et Transilien. Un ticket « métro-train-RER », qui remplace les ticket t+ et le billet origine-destination au 1er janvier 2025, permet un trajet simple quelle que soit la distance, avec une ou plusieurs correspondances possibles avec les autres lignes de métro, de Transilien ou de RER pendant une durée maximale de 1 h 30 entre la première et dernière validation. En revanche, un ticket « métro-train-RER » ne permet pas d'emprunter les bus et les tramways, à l'exception des lignes « Tram Express » à titre temporaire.
Cependant, les tarifs fixés par Île-de-France Mobilités se limitent à l'Île-de-France et ne s'appliquent pas aux relations avec les gares situées dans les régions voisines, les voyageurs devant ainsi s'acquitter d'un titre de transport TER pour accéder aux gares « hors zones » situées dans les régions Centre-Val de Loire, Hauts-de-France et Normandie.
Le financement du fonctionnement de la ligne (entretien, matériel et charges de personnel) est assuré par l'exploitant, RATP ou SNCF selon les lignes. Cependant, les tarifs des billets et abonnements dont le montant est limité par décision politique ne couvrent pas les frais réels de transport. Le manque à gagner est compensé par l'autorité organisatrice, Île-de-France Mobilités, présidée depuis 2005 par le président du conseil régional d'Île-de-France et composé d'élus locaux. Elle définit les conditions générales d'exploitation ainsi que la durée et la fréquence des services. L'équilibre financier du fonctionnement est assuré par une dotation globale annuelle aux transporteurs de la région grâce au versement mobilité payé par les entreprises et aux contributions des collectivités locales.

## Projets

### Projet de création d'une nouvelle gare à Massy
Le schéma directeur de la région Île-de-France environnemental (Sdrif-E), adopté en septembre 2024, prévoit à terme la création d'une nouvelle gare à Massy, située entre les gares de Massy - Palaiseau et Igny, au niveau du carrefour du Pileu. Selon sa date d'ouverture, cette gare pourrait être desservie par la ligne V ou par le tramway T12.

### Projet de remplacement par le T12

Plan de la ligne T12 après extension.

Tracé de la ligne T12 après le prolongement à Versailles.

Fin 2008, la SNCF a proposé que la section entre les gares de Versailles-Chantiers et de Pont de Rungis (une fois qu'elle sera fusionnée à la suite de la mise en service du tram-train Évry – Massy) sorte du schéma du RER C pour être intégrée à un projet de tram-train reliant les gares de Versailles-Chantiers et de Sucy - Bonneuil.
Toutefois, lors de la concertation publique sur le tram-train Évry – Massy, de nombreux avis se sont exprimés en faveur d'une autre solution : le prolongement du tram-train Évry – Massy jusqu'à la gare de Versailles-Chantiers. Les deux projets ne sont pas compatibles.
Le 26 janvier 2011, l'État et la Région se sont mis d'accord sur les grandes orientations des transports en commun en Île-de-France en citant l'éventuel prolongement du tram-train Évry-Courcouronnes – Massy à Versailles-Chantiers, avec l'indication d'une mise en service, initialement prévue, en 2020.
Début 2011, dans un cahier d'acteur déposé dans le cadre du débat public sur la LGV Interconnexion Sud, la SNCF a semblé prendre acte de ce choix concernant la section entre les gares de Versailles-Chantiers et de Massy - Palaiseau en proposant d'intégrer la section entre Massy - Palaiseau et Pont de Rungis à une tangentielle de Massy - Palaiseau à Sucy - Bonneuil via Pont de Rungis.
Le 16 mai 2013, le Syndicat des transports d'Île-de-France (STIF) a officiellement validé le prolongement du tram-train jusqu'à la gare de Versailles-Chantiers. Le tram-train se substituerait ainsi complètement à la branche C8 du RER C. Le projet a été présenté en concertation préalable du 1er juin au 7 juillet 2013. Il est prévu une fréquence d'un tramway toutes les dix minutes aux heures de pointe.
Une station supplémentaire est en outre envisagée au niveau du carrefour du Pileu, à la limite des communes de Massy et d'Igny.
Le tracé actuel prévoit la desserte des stations suivantes (noms au 17 mars 2013).
|  |   |  | Station                | Zone | Communes                          | Correspondances                                                |
|  | - |  | ---------------------- | ---- | --------------------------------- | -------------------------------------------------------------- |
|  | • |  | Massy - Palaiseau      | 4    | Massy, Palaiseau                  | existant : ; grandes lignes (dont Massy TGV) en construction : |
|  | • |  | Igny                   | 4    | Igny                              |                                                                |
|  | • |  | Bièvres                | 4    | Bièvres                           |                                                                |
|  | • |  | Vauboyen               | 4    | Jouy-en-Josas, Bièvres            |                                                                |
|  | • |  | Jouy-en-Josas          | 4    | Jouy-en-Josas                     |                                                                |
|  | • |  | Petit Jouy - Les Loges | 4    | Jouy-en-Josas, Les Loges-en-Josas |                                                                |
|  | ■ |  | Versailles-Chantiers   | 4    | Versailles                        | existant : envisagé :                                          |

#### Calendrier du projet
Le calendrier prévisionnel du prolongement (en 2013) comprenait les étapes suivantes :
- 2013 : concertation ;
- 2013-2015 : études complémentaires ;
- 2015 : enquête publique ;
- 2015-2017 : études approfondies ;
- 2017 : début des travaux ;
- ultérieurement : mise en service.

En février 2017, selon le conseil régional d'Île-de-France, le prolongement est alors programmé pour une mise en service à l'horizon 2025. En juillet 2018, les travaux ont commencé notamment le long de l'A6 pour la partie sud du projet, mais n'ont toujours pas commencé pour le prolongement jusqu'à Versailles.
Ce prolongement est retardé par la réglementation qui impose la suppression de passages à niveau d'où la création de la ligne V provisoirement,.

## Lieux desservis

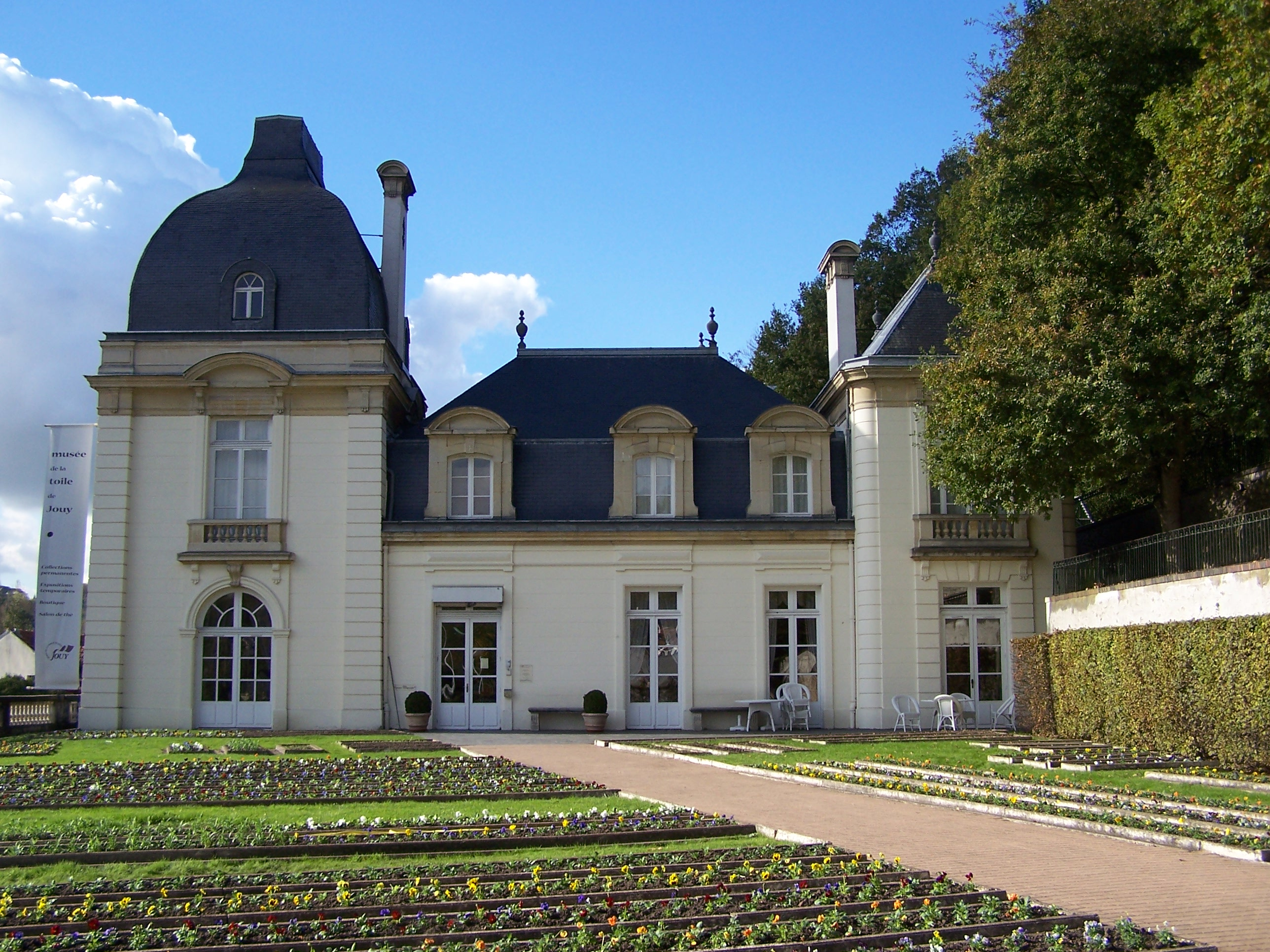
La ligne V dessert le musée de la toile de Jouy.

La ligne V dessert, de l'ouest à l'est, les lieux suivants :
- Le château de Versailles, le parc de Versailles et la préfecture des Yvelines (Versailles-Chantiers) ;
- Le musée de la toile de Jouy (Petit Jouy - Les Loges) ;
- Le château des Roches, maison littéraire de Victor Hugo (Vauboyen) ;
- Les rives de la Bièvre (Petit Jouy - Les Loges, Jouy-en-Josas, Vauboyen, Bièvres et Igny) ;
- Le musée français de la photographie (Bièvres) ;
- Le pôle scientifique et technologique du plateau de Saclay comprenant notamment l'École polytechnique (Massy - Palaiseau).